# Andreas Christensen
Andreas Bødtker Christensen (Allerød, 10 d'abril de 1996) és un futbolista professional danès que juga com a defensa central al Futbol Club Barcelona i a la selecció nacional de Dinamarca.
Va començar la seva carrera a Brøndby i va fitxar pel Chelsea FC als 15 anys al febrer de 2012, fent el seu debut com a professional l'octubre de 2014. Des del 2015 fins al 2017 va jugar cedit al Borussia Mönchengladbach de la Bundesliga, on va participar en 82 partits i va marcar 7 gols.
Christensen va debutar internacionalment amb Dinamarca el juny de 2015, i hi ha disputat el Mundial de 2018 i l'Eurocopa de 2020.

## Carrera de club

### Chelsea

#### Primers anys

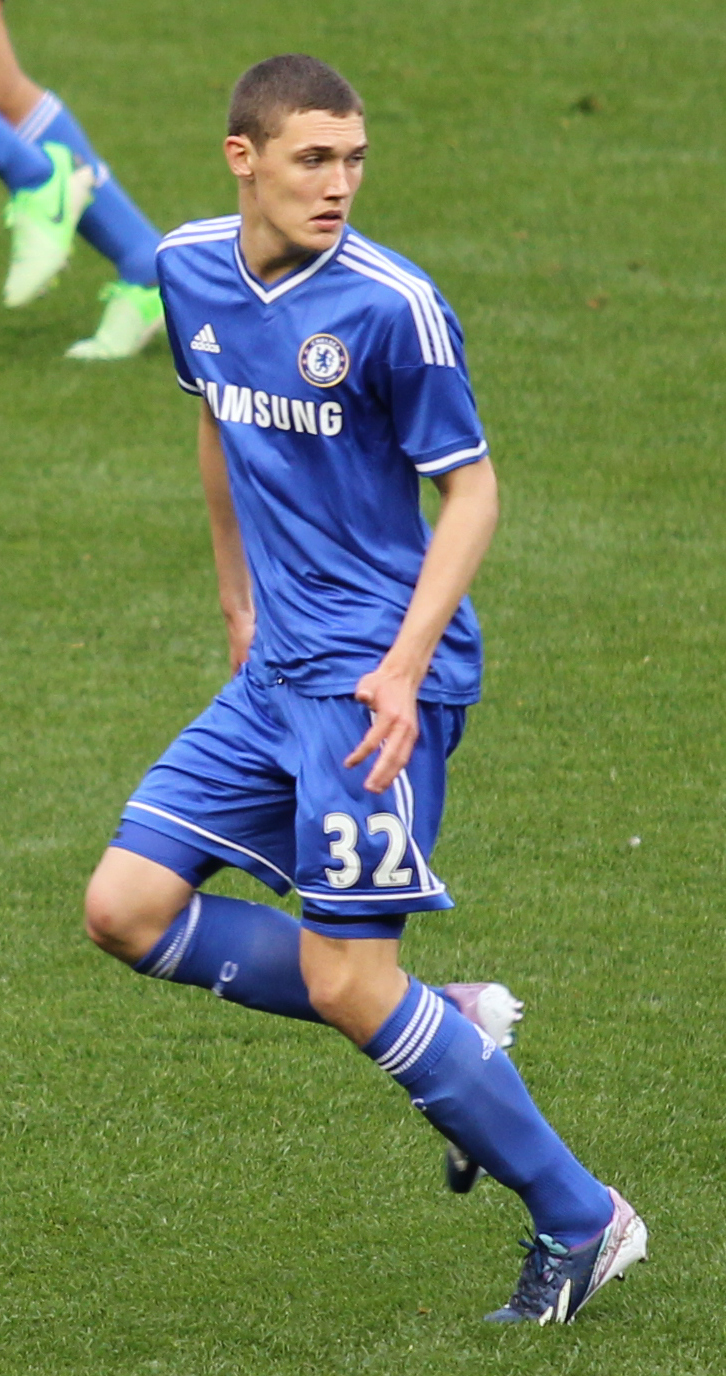
Christensen jugant amb el Chelsea FC el 2013

Christensen va néixer a Lillerød, municipi d'Allerød. Fill de l'antic porter del Brøndby Sten Christensen, va començar la seva carrera amb l'Skjold Birkerød i més tard es va incorporar al Brøndby. Va passar-hi vuit anys, atraient l'interès dels clubs d'elit d'Europa, com ara l'Arsenal, el Chelsea, el Manchester City i el Bayern de Múnic. El 7 de febrer de 2012, Christensen va fitxar pel Chelsea, prop del final del mandat d'André Villas-Boas com a entrenador del club. En unir-se al conjunt londinenc, Christensen va dir: "He triat el Chelsea perquè juguen el tipus de futbol que m'agrada".
Christensen va ser inclòs per primera vegada en un equip sènior del Chelsea en el seu darrer partit de la temporada 2012-13 el 19 de maig de 2013, però no va participar finalment al partit, que va acabar amb una victòria a casa per 2-1 sobre l'Everton en l'últim partit de Rafael Benítez com a entrenador. A la gira de pretemporada pels Estats Units abans de la temporada 2013-14, va formar part de la plantilla de l'equip sènior i posteriorment va signar un contracte professional.

#### Temporada 2014-15
Va fer el seu debut com a professional el 28 d'octubre de 2014, jugant els 90 minuts complets com a lateral dret quan el Chelsea va guanyar per 2-1 l'Shrewsbury Town a la quarta ronda de la Copa de la Lliga. Christensen no va tornar a jugar fins al 24 de gener de 2015, quan va ser utilitzat en la mateixa posició en una derrota a casa del Chelsea per 4-2 davant l'equip de la League One Bradford City a la quarta ronda de la FA Cup.
Tot i que Christensen no va jugar més a la campanya, el Chelsea va guanyar la Copa de la Lliga amb una victòria per 2-0 sobre el club rival Tottenham Hotspur FC a la final. Quan se li va preguntar qui era l'home del partit per a la final, l'entrenador José Mourinho va dir: "L'home del partit ha estat Andreas Christensen, que va jugar bé contra Shrewsbury. Hi ha quelcom més que John Terry (el millor home oficial del partit de la final) perquè som un equip. Estic orgullós dels nois."
El 13 d'abril de 2015, Christensen va jugar amb el Chelsea sub-19 a la final de la Lliga Juvenil de la UEFA 2014-15 contra l'FC Xakhtar Donetsk a Suïssa i, tot i que va marcar un autogol per anul·lar el primer gol d'Izzy Brown a la primera part, el Chelsea va aconseguir al final una victòria per 3-2. Va fer el seu debut a la Premier League contra el Sunderland el 24 de maig, substituint John Obi Mikel amb 12 minuts per al final en una victòria a casa per 3-1. Tot i que Christensen només va jugar un partit de lliga en tota la temporada, Mourinho va declarar que rebria una rèplica de la medalla del seu club per les seves contribucions aquella temporada.

#### Cessió al Borussia Mönchengladbach
El 10 de juliol de 2015, Christensen fou cedit al Borussia Mönchengladbach amb un contracte de dos anys. Va debutar el 10 d'agost contra el FC St. Pauli a la primera ronda de la DFB-Pokal, guanyant per 4–1. Cinc dies després, Christensen va debutar a la Bundesliga en una derrota per 4-0 contra el Borussia Dortmund. Va marcar els seus primers gols professional el 5 de febrer de 2016, un doblet en una victòria per 5-1 contra el Werder Bremen al Borussia-Park.
Després d'una temporada de debut impressionant, Christensen va ser escollit Jugador de la Temporada de l'equip, per davant de Granit Xhaka, el capità de l'equip. Després de l'èxit de la seva primera temporada, Mönchengladbach va fer diversos intents de comprar el jugador de forma permanent durant l'estiu del 2016, tot i que es va informar que el Chelsea va rebutjar els 14,25 milions de lliures d'oferta per part alemanya.
A la UEFA Europa League 2016-17, Christensen va marcar el gol final d'una victòria per 4-2 a l'ACF Fiorentina en el partit de tornada dels vuitens de final per assegurar una victòria global de 4-3. A la següent ronda, va tornar a marcar contra el veí Schalke, que va guanyar en gols fora de casa després d'un empat global de 3-3.

#### Retorn al Chelsea

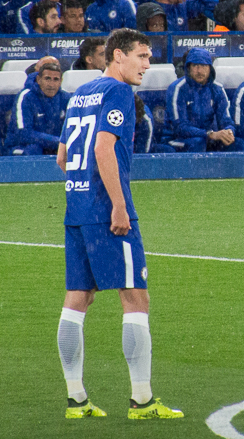
Christensen jugant amb el Chelsea el 2017

El 12 d'agost de 2017, Christensen va fer la seva primera aparició amb el Chelsea després del seu període de cessió de dos anys a Alemanya, sortint de la banqueta després de l'expulsió del capità Gary Cahill, en una derrota a casa del Chelsea per 3-2 davant el Burnley FC. Vuit dies després, va tenir la seva primera titularitat a la Premier League en una victòria per 2-1 sobre el Tottenham Hotspur FC a l'estadi de Wembley. El 9 de gener de 2018, Christensen va signar un nou contracte de quatre anys i mig amb el Chelsea fins al 2022, després d'establir-se al primer equip. Christensen va fer 40 aparicions amb els blaus la 2017-18, incloses tres a la victòria campanya de la FA Cup. Tanmateix, una lesió a l'esquena va fer que no participés en la final. Abans d'acabar la temporada, va rebre el premi al Jugador Jove de l'Any del club.
El nou entrenador Maurizio Sarri va preferir combinar David Luiz i Antonio Rüdiger a la defensa central, i al febrer del 2019 Christensen havia fet només 15 aparicions, només dues de les quals a la lliga. No obstant això, va descartar voler deixar el club.
El 29 de maig de 2021, Christensen va substituir el lesionat Thiago Silva al minut 39 quan va guanyar la seva primera Lliga de Campions de la UEFA després que el Chelsea guanyés per 1-0 contra el Manchester City a la final de la UEFA Champions League 2021 a Porto. El 20 d'octubre de 2021, Christensen va marcar el seu primer gol amb el Chelsea en una victòria per 4-0 contra el Malmö FF a la fase de grups de la Lliga de Campions.

### FC Barcelona
El 4 de juliol de 2022, Christensen va signar pel FC Barcelona amb un contracte de quatre anys amb una clàusula de rescissió de 500 milions d'euros. Va debutar oficialment en el primer partit de la lliga al Camp Nou, el 13 d'agost de 2022, en un empat 0-0 contra el Rayo Vallecano.
Va començar a jugar amb més consistència a mesura que avançava la temporada, i finalment va formar una parella defensiva amb Ronald Araújo, ajudant el Barça a mantenir la porteria a zero (16 cops), un rècord en les 5 millors lligues d'Europa. Va ser nomenat Jugador de futbol danès de l'any el 2023, després d'haver guanyat el títol de La Lliga i la Supercopa d'Espannya amb el Barça. Després d'unes males actuacions del seu company d'equip Oriol Romeu i unes baixes actuacions defensives en general, que van culminar amb victòries ajustades i una sorprenent derrota a casa per 3-5 contra el Vila-real CF, Xavi va posar Christensen de migcampista defensiu, cosa que va aconseguir millorar la forma del Barcelona, incloent-hi victòries contundents contra el Nàpols a la Lliga de Campions i contra l'Atlètic de Madrid.
El 10 d'abril de 2024 va marcar el seu primer gol a la Lliga de Campions amb el Barça, després de sortir de la banqueta a la segona part, cosa que va permetre al seu club una victòria per 3-2 fora de casa contra el Paris Saint-Germain FC a l'anada dels quarts de final de la fase eliminatòria de la Lliga de Campions de la UEFA. La temporada 2024-25 va passar-la pràcticament en blanc a causa d'una lesió. Es va lesionar en el primer partit de la lliga contra el València, i no va poder tornar a jugar fins al maig, en un partit de Lliga de campions contra l'Inter de Milà.

## Carrera internacional
El 8 de juny de 2015, Christensen va fer el seu debut internacional sènior amb Dinamarca en una victòria en un amistós a casa per 2-1 contra Montenegro a l'estadi de Viborg, com a substitut al minut 69 de Pierre-Emile Højbjerg. El 24 de març de 2016, Christensen va tenir la seva primera titularitat amb Dinamarca en una victòria per 2-1 sobre Islàndia, jugant els 90 minuts complets de l'amistós a l'MCH Arena.
Christensen va jugar sis partits en la reeixida campanya de classificació de Dinamarca per a la Copa del Món de la FIFA 2018. El 14 de novembre de 2017 va marcar el seu primer gol internacional per empatar en una victòria per 5-1 contra la República d'Irlanda al partit de tornada del play-off. L'entrenador Åge Hareide el va convocar per al torneig final a Rússia. Es va associar amb Simon Kjær a la defensa central, després d'haver pogut jugar en aquesta posició a causa de l'absència d'Andreas Bjelland per lesió, però va jugar al mig del camp defensiu en l'últim partit del grup contra França. En els vuitens de final contra Croàcia, es va quedar al mig del camp per combatre la força del rival en aquest sector, però va cometre un error que va permetre Mario Mandžukić empatar, i Croàcia va guanyar als penals.
Andreas Christensen va ser un dels jugadors clau de Dinamarca durant la seva reeixida campanya a la UEFA Euro 2020, ja que va jugar els sis partits. El 21 de juny de 2021, Christensen va marcar un gol de llarga distància contra Rússia en una victòria per 4-1 que va ajudar Dinamarca a passar a la fase eliminatòria del torneig. Després d'haver derrotat tant Gal·les com la República Txeca per arribar-hi, Dinamarca va perdre contra Anglaterra a la semifinal per 2-1 després de la pròrroga a l'estadi de Wembley.

## Estil de joc
Christensen és central i és conegut per la seva calma en la possessió i la passada precisa, així com el seu domini aeri. El 2018, l'entrenador del Chelsea, Antonio Conte, va dir que el danès havia mostrat "una gran maduresa" i va afegir que té "molta confiança en Christensen. Aquest jugador és un jugador de present per al Chelsea, i per al futur del Chelsea durant 10 o 14 anys. També pot convertir-se en el capità d'aquest equip en el futur". En agraïment al seu talent de jugador, els aficionats també l'han titllat de "Maldini danès", fent comparacions amb el llegendari defensor italià Paolo Maldini.

## Palmarès
Juvenil del Chelsea
- 1 Copa FA Juvenil: 2013–14[52]
- 1 Lliga Juvenil de la UEFA: 2014–15[53]

Chelsea
- 1 Lliga de Campions de la UEFA: 2020-21[54]
- 1 UEFA Europa League: 2018–19[55]
- 1 Supercopa de la UEFA: 2021[56]
- 1 Copa del Món de Clubs de la FIFA: 2021[57]
- 1 Subcampió de la FA Cup: 2019–20[58]
- 1 Subcampió de la Copa EFL: 2018–19[59]

FC Barcelona
- 2 Supercopes d'Espanya: 2023,[60] 2025[61]
- 2 Lliga espanyola: 2022-23,[62] 2024-25
- 1 Copa del Rei: 2024–25[63][64]

Individual
- Talent danès de l'any: 2015[65][66]
- Jugador de l'any del Borussia Mönchengladbach: 2015–16[67]
- Jugador jove de l'any del Chelsea: 2017–18[68]